# Université Paris Cité
A párizsi egyetem (franciául Université Paris Cité) állami egyetem Párizsban, Franciaországban.
2019-ben jött létre, az Université Paris-Descartes és az Université Paris-Diderot összeolvadásával.
Az egyetemet három kar alkotja:
- Egészségügyi Kar (la Faculté de Santé)
- Társadalom- és Bölcsészettudományi Kar (la Faculté des Sociétés et Humanités)
- Természettudományi Kar (la Faculté des Sciences)